# Déhydrodicatéchine de type B
Les déhydrodicatéchines de type B sont une classe de composés chimiques issus l'auto-oxydation de flavan-3-ols du type de la catéchine.
Ce sont des composés trouvés naturellement dans les plantes et dans aliments riches en polyphénols, tels que le vin. Ils peuvent aussi être produits dans des solutions modèles,.

## Molécules connues
- Déhydrodicatéchine B4 (deux unités de (+)-catéchine liées par une liaison C-2'-C-8)
- Déhydrodicatéchine B11 (deux unités de (+)-catéchine liées par une liaison C-6'-C-8)
- Déhydrodicatéchine B12 (unité supérieure de (+)-catéchine liée par une liaison C-6'-C-8 à une unité inférieure de (-)-épicatéchine, voir l'image du cartouche)
- Déhydrodicatéchine B22